# The blast of silence
The blast of silence is een studioalbum van Lake uit 2005. 
De band had sinds 1986 geen album meer uitgebracht. Er kwamen nog wel enkele reünies, maar de band was op sterven na dood. In 2003 gingen er verhalen rond dat de band weer bij elkaar zou komen. Er was echter een verschil van mening, wie de zanger zou moeten worden. De oorspronkelijke zanger James Harrison-Hopkins was namelijk in 1991 overleden. Ze kwamen er niet uit en dus nam Alex Conti in een geheel nieuwe samenstelling The blast of silence op. Op de platenhoes werd dan ook keurig vermeld Alex Conti presents, met op de achtergrond het Lake-logo. Het in Bremen opgenomen album ontsnapte bijna aan de aandacht van al het publiek, net als de albums uit de jaren tachtig.

## Musici
- Mike Starrs- zang
- Alex Conti – gitaar, zang
- Adrian Askew – toetsinstrumenten, zang
- Michael Becker – basgitaar, zang
- Mickie Stickdorn – slagwerk

## Muziek
| Nr. | Titel                                      | Duur |
| --- | ------------------------------------------ | ---- |
| 1.  | Let’s go to China (Conti, Ryan)            | 5:11 |
| 2.  | Here we go again (Conti, Ryan)             | 4:38 |
| 3.  | The sun will shine (Conti, Ryan)           | 4:32 |
| 4.  | Night on the town (Hornsby)                | 5;28 |
| 5.  | Dancin’ with Steve (Conti, Storey)         | 5:27 |
| 6.  | Loving you (Rossbach, Starrs)              | 7:45 |
| 7.  | Driving with your eyes closed (Don Henley) | 5:33 |
| 8.  | You know how I feel (Conti, Ryan)          | 3:50 |
| 9.  | Josie (Donald Fagen, Walter Becker)        | 5:37 |
| 10. | It’s not my cross to bear (Duane Allman)   | 5:27 |
| 11. | Say you will (Conti, Ryan)                 | 5:01 |